# 6758 Jesseowens
6758 Jesseowens este un asteroid din centura principală, descoperit pe 13 aprilie 1980, de Antonín Mrkos.